# Leo Müller (Erfinder)

Leo Müller

Christian Leo Müller (* 13. Februar 1799 in Riezlern; † 9. Februar 1844 in Wien) war ein österreichischer Erfinder und Unternehmer aus dem Kleinwalsertal. Sein Verdienst ist die Weiterentwicklung der Schnelldruckpresse. 1833 ging die erste Schnelldruckpresse Österreichs unter seinem Wirken in Betrieb.
Leo Müller wuchs als zweites von zwölf Kindern als Sohn eines Gastwirts auf. Nach einer Lehre als Tischler im nahe gelegenen Hindelang ging er als Geselle nach Bayern, wo er 1826 eine Anstellung als Modelltischler bekam. Er arbeitete dort in der Firma von Friedrich Koenig und Andreas Friedrich Bauer im ehemaligen Kloster Oberzell bei Würzburg, in der Zeitungsdruckmaschinen hergestellt wurden.
Er kehrte wieder zurück nach Hause, entwickelte dort eine verbesserte Buchdruckerschnellpresse, lieh sich Geld bei Verwandten und gründete eine eigene Maschinenfabrik in Jenbach. 1833 erhielt Leo Müller sein erstes Privileg (Patent) auf eine technisch verbesserte Presse. Es kam zu einer Zusammenarbeit mit seinem Konkurrenten Friedrich Helbig und durch die gemeinsam 1836 gegründete Firma (Druckmaschinenfabrik Helbig & Müller, Wien) lieferten sie innerhalb von sechs Jahren 52 einfache und sieben doppelte Schnellpressen innerhalb des Habsburger Reichs und Deutschlands aus. 

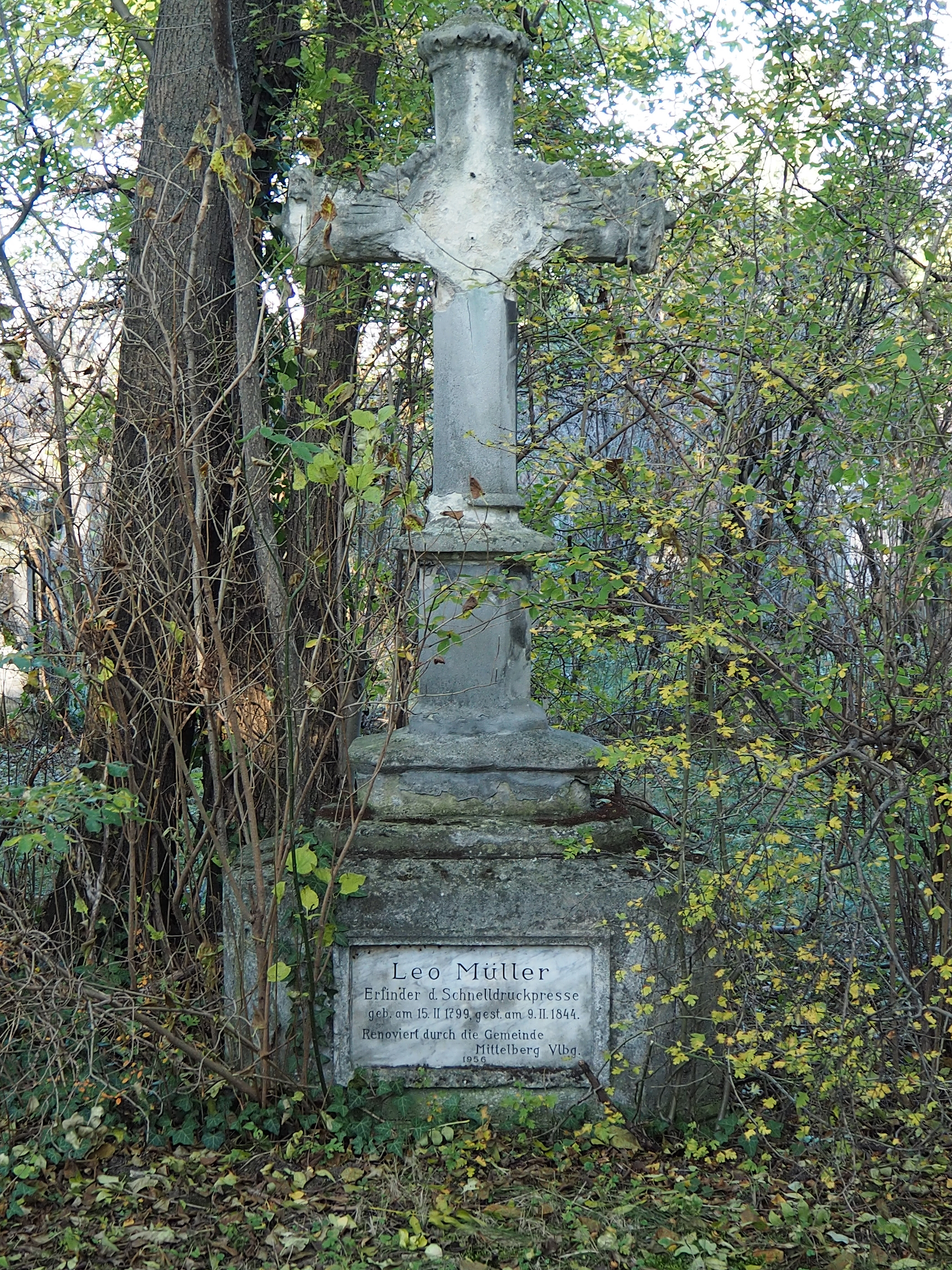
Grab von Leo Müller auf dem Sankt Marxer Friedhof

Im Jahre 1843 starb Friedrich Helbig, ein Jahr später Leo Müller. Im Jahre 1860 wurde ihre Firma aufgelöst.
Leo Müller ruht auf dem Sankt Marxer Friedhof in Wien.
Eine seiner Druckmaschinen kann im armenischen Museum in Jerusalem besichtigt werden.